# Lijst van voetbalinterlands China - Noord-Korea (vrouwen)
Deze lijst van voetbalinterlands is een overzicht van alle officiële voetbalinterlands tussen de nationale vrouwenteams van China en Noord-Korea. De landen hebben tot nu toe veertig keer tegen elkaar gespeeld.

## Wedstrijden
| №  | Plaats          | Datum             | Competitie                                    | Wedstrijd           | Uitslag |
| -- | --------------- | ----------------- | --------------------------------------------- | ------------------- | ------- |
| 1  | Hongkong        | 21 december 1989  | Aziatisch kampioenschap 1989                  | China − Noord-Korea | 4 − 1   |
| 2  | Hohhot          | 24 augustus 1990  | Vriendschappelijk                             | China − Noord-Korea | 1 − 0   |
| 3  | Peking          | 1 oktober 1990    | Aziatische Spelen 1990                        | China − Noord-Korea | 2 − 0   |
| 4  | Zhanjiang       | 7 maart 1991      | Vriendschappelijk                             | China − Noord-Korea | 1 − 0   |
| 5  | Fukuoka         | 6 juni 1991       | Aziatisch kampioenschap 1991                  | China − Noord-Korea | 1 − 0   |
| 6  | Kunming         | 6 februari 1993   | Vriendschappelijk                             | China − Noord-Korea | 1 − 0   |
| 7  | Kuching         | 3 december 1993   | Aziatisch kampioenschap 1993                  | China − Noord-Korea | 1 − 1   |
| 8  | Kuching         | 12 december 1993  | Aziatisch kampioenschap 1993                  | Noord-Korea − China | 0 − 3   |
| 9  | Guangzhou       | 5 december 1997   | Aziatisch kampioenschap 1997                  | China − Noord-Korea | 3 − 1   |
| 10 | Guangzhou       | 14 december 1997  | Aziatisch kampioenschap 1997                  | China − Noord-Korea | 2 − 0   |
| 11 | Bangkok         | 17 december 1998  | Aziatische Spelen 1998                        | China − Noord-Korea | 1 − 0   |
| 12 | Bacolod         | 19 november 1999  | Aziatisch kampioenschap 1999                  | Noord-Korea − China | 0 − 3   |
| 13 | Pyongyang       | 4 juli 2001       | Vriendschappelijk                             | Noord-Korea − China | 2 − 0   |
| 14 | Pyongyang       | 10 juli 2001      | Vriendschappelijk                             | Noord-Korea − China | 3 − 2   |
| 15 | Kaohsiung       | 14 december 2001  | Aziatisch kampioenschap 2001                  | Noord-Korea − China | 3 − 1   |
| 16 | Changwon        | 4 oktober 2002    | Aziatische Spelen 2002                        | Noord-Korea − China | 0 − 0   |
| 17 | Bangkok         | 21 juni 2003      | Aziatisch kampioenschap 2003                  | Noord-Korea − China | 2 − 1   |
| 18 | Brisbane        | 18 februari 2004  | Vriendschappelijk                             | Noord-Korea − China | 3 − 0   |
| 19 | Daegu           | 6 augustus 2005   | Oost-Aziatisch kampioenschap 2005             | China − Noord-Korea | 0 − 1   |
| 20 | Tianjin         | 30 mei 2006       | Vriendschappelijk                             | China − Noord-Korea | 1 − 1   |
| 21 | Adelaide        | 27 juli 2006      | Aziatisch kampioenschap 2006                  | China − Noord-Korea | 1 − 0   |
| 22 | Doha            | 10 december 2006  | Aziatische Spelen 2006                        | Noord-Korea − China | 3 − 1   |
| 23 | Chongqing       | 21 februari 2008  | Oost-Aziatisch kampioenschap 2008             | China − Noord-Korea | 0 − 0   |
| 24 | Ho Chi Minhstad | 1 juni 2008       | Aziatisch kampioenschap 2008                  | China − Noord-Korea | 0 − 1   |
| 25 | Ho Chi Minhstad | 8 juni 2008       | Aziatisch kampioenschap 2008                  | Noord-Korea − China | 2 − 1   |
| 26 | Jiangyin        | 27 december 2009  | Vriendschappelijk                             | China − Noord-Korea | 1 − 1   |
| 27 | Chengdu         | 27 mei 2010       | Aziatisch kampioenschap 2010                  | China − Noord-Korea | 0 − 1   |
| 28 | Qingdao         | 17 april 2011     | Vriendschappelijk                             | China − Noord-Korea | 0 − 1   |
| 29 | Jinan           | 3 september 2011  | Olympische Spelen 2012 kwalificatie           | China − Noord-Korea | 0 − 0   |
| 30 | Chongqing       | 19 februari 2012  | Four Nations Women's Football Tournament 2012 | China − Noord-Korea | 0 − 0   |
| 31 | Seoel           | 27 juli 2013      | Oost-Aziatisch kampioenschap 2013             | Noord-Korea − China | 1 − 0   |
| 32 | Chongqing       | 15 februari 2014  | Four Nations Women's Football Tournament 2014 | China − Noord-Korea | 1 − 0   |
| 33 | Goyang          | 26 september 2014 | Aziatische Spelen 2014                        | Noord-Korea − China | 1 − 0   |
| 34 | Wuhan           | 4 augustus 2015   | Oost-Aziatisch kampioenschap 2015             | China − Noord-Korea | 2 − 3   |
| 35 | Osaka           | 2 maart 2016      | Olympische Spelen 2016 kwalificatie           | Noord-Korea − China | 1 − 1   |
| 36 | Duyun           | 8 juni 2017       | Vriendschappelijk                             | China − Noord-Korea | 0 − 1   |
| 37 | Yongchuan       | 19 oktober 2017   | Four Nations Women's Football Tournament 2017 | China − Noord-Korea | 1 − 2   |
| 38 | Chiba           | 8 december 2017   | Oost-Aziatisch kampioenschap 2017             | China − Noord-Korea | 0 − 2   |
| 39 | Palembang       | 22 augustus 2018  | Aziatische Spelen 2018                        | Noord-Korea − China | 0 − 2   |
| 40 | Xiamen          | 26 oktober 2023   | Olympische Spelen 2024 kwalificatie           | China − Noord-Korea | 1 − 2   |

## Samenvatting
| Competitie                               | Totaal gespeeld | Winst China | Gelijk | Winst Noord-Korea | Doelsaldo China – Noord-Korea |
| ---------------------------------------- | --------------- | ----------- | ------ | ----------------- | ----------------------------- |
| Olympische Spelen kwalificatie           | 3               | 0           | 2      | 1                 | 2 − 3                         |
| Aziatisch kampioenschap                  | 13              | 7           | 1      | 5                 | 21 − 12                       |
| Aziatische Spelen                        | 6               | 3           | 1      | 2                 | 6 − 4                         |
| Oost-Aziatisch kampioenschap             | 5               | 0           | 1      | 4                 | 2 − 7                         |
| Four Nations Women's Football Tournament | 3               | 1           | 1      | 1                 | 2 − 2                         |
| Vriendschappelijk                        | 10              | 3           | 2      | 5                 | 7 − 12                        |
| Totaal                                   | 40              | 14          | 8      | 18                | 40 − 40                       |